# Norman Pett

Norman Pett

William Norman Pett (* 12. April 1891 in Birmingham, West Midlands, England; † 16. Februar 1960 in Keymer, Sussex, England) war ein englischer Comiczeichner und -autor. Bekannt wurde er insbesondere durch die von ihm geschaffene Comicfigur Jane.

## Leben und Werk
Nach einem Zeichenstudium an der Londoner Percy Bradshaw's Press Art School zeichnete Pett zunächst für den Punch und Kinderzeitungen. Im Jahr 1932 schuf er nach dem Vorbild seiner Frau Mary, die ihm Modell stand, den Comic-Strip Jane's Journal – or the Diary of a Bright Young Thing, der zum ersten Mal am 5. Dezember 1932 im Daily Mirror abgedruckt wurde. Im Jahr 1948 musste Pett Jane an seinen Assistenten Michael Hubbard abgeben, woraufhin er mit Susie, deren Abenteuer in der Zeitung Sunday Dispatch abgedruckt wurden, eine ähnliche Figur schuf.